# José Corena
José Alfredo Corena Barboza (ur. 29 września 1992 w Sucre) – kolumbijski piłkarz występujący na pozycji środkowego obrońcy lub defensywnego pomocnika, od 2021 roku zawodnik gwatemalskiego Comunicaciones.